# 성내동 (대구)
성내동(城內洞)은 대구광역시 중구의 행정동 성내1동·성내2동·성내3동의 통칭이다. 서문시장 동쪽으로 있는 대구 시내권 지역이다.

## 개요
성내1동은 대구역, 반월당역, 6개 간선도로 등이 연계되는 대구 교통의 중심지이며, 동성로, 봉산문화거리, 패션주얼리거리, 야시골목 등 젊음과 패션의 거리로써, 대구·동아·롯데백화점 등 상권의 활성화에 따른 주·야간 활동인구 밀집지역이다.
성내2동은 대구 도시철도 1호선과 대구 도시철도 2호선이 교차하고 한약 약종상, 떡전골목, 공구상가, 수제화 골목 등 전문업종이 밀집되어 있는 교통, 상업, 금융, 유통 등 대구의 중심 상업지역이다.  또한 약령시, 경상감영공원, 계산성당, 제일교회, 이상화 고택 등 많은 문화재와 유서깊은 명물거리가 소재하는 도심 속에 전통문화가 살아숨쉬는 고장으로 현재 살기좋은 마을만들기 사업으로 종로 진골목 개발이 한창이며, 근대골목투어 코스로 전국적으로 많은 관람객들이 내방하고 있다.
성내3동은 달성동 주거 밀집지역과 북성로를 중심으로 한 명물거리(오토바이,산업공구, 중기, 타월, 신발)밀집지역으로 특성있는 상업골목이 많은 전형적인 주상복합 지역이며, 관내에 달성공원과 삼성상회 옛 터, 구 KT&G(구 전매청)가 소재하고 있고, KT&G 부지에는 문화창조발전소가 들어섰다. 그리고 도심재생을 위해 문화창조발전소 주변을 재개발했다.

## 법정동

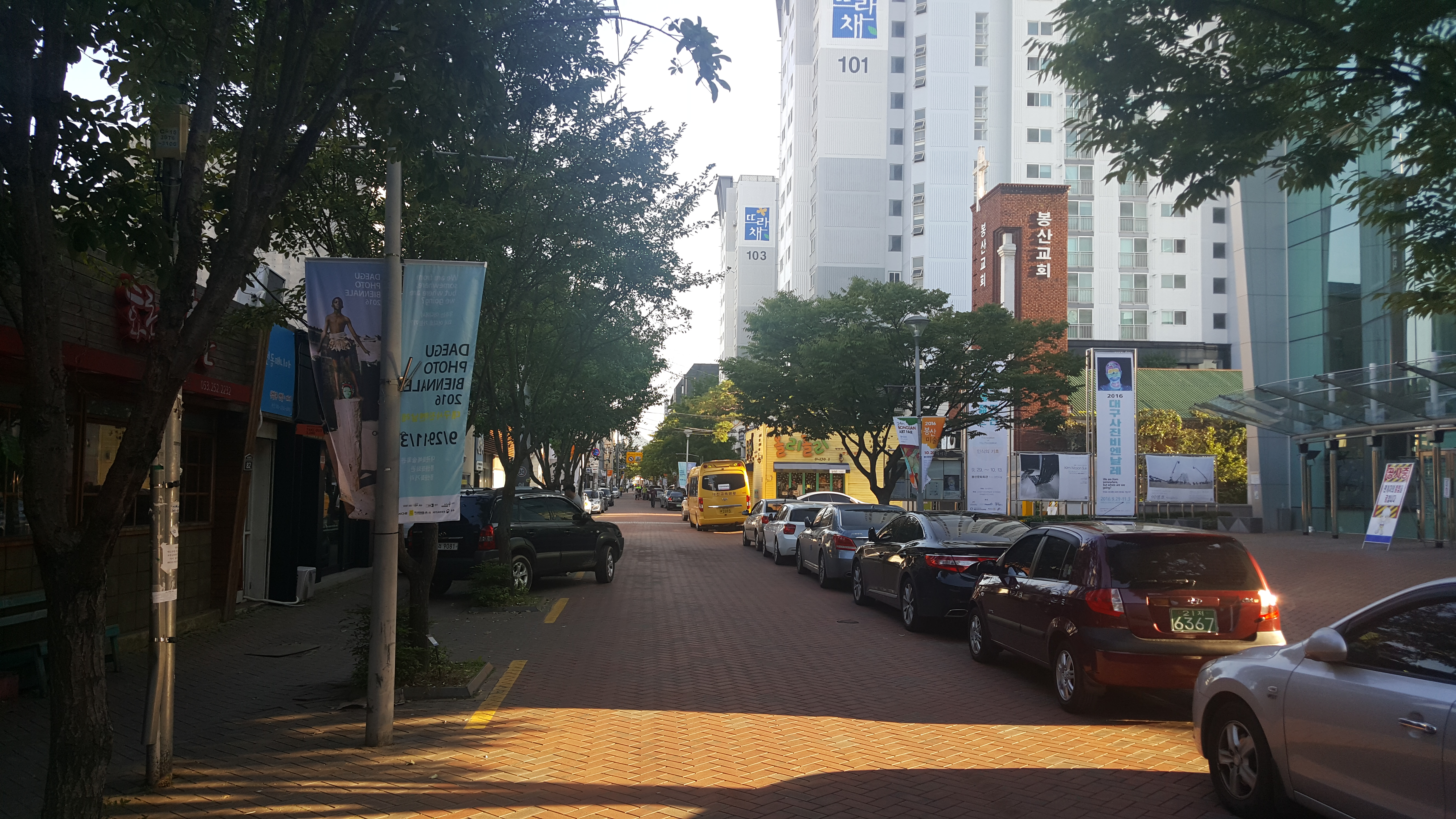
2016년 10월 봉산문화거리

- 봉산동 : 동성로 통신골목과 봉산문화거리가 있는 동이다. 봉산문화거리는 1992년 문화거리로 지정된 후 화랑, 고미술품, 고석점, 표구사, 화방 등이 입주해있다.
- 덕산동 : 반월당역 북편에 위치한 동으로, 동아백화점 쇼핑점과 삼성생명빌딩이 덕산동에 속해있다.
- 사일동, 남일동, 동성로3가, 동문동, 문화동, 공평동, 동성로2가, 태평로1가, 교동, 용덕동, 상덕동, 완전동, 포정동, 동성로1가, 북성로1가, 화전동, 장관동, 상서동, 수동, 덕산동, 종로1가, 종로2가, 동일동, 남일동, 전동, 동성로3가, 수창동, 태평로3가, 서성로1가, 하서동, 남성로, 계산동1가, 계산동2가, 동산동, 서성로2가, 포정동, 서문로1가, 서내동, 북성로2가, 대안동, 태평로2가, 북성로1가, 화전동, 향촌동, 북내동, 도원동, 수창동, 태평로3가, 인교동, 서야동, 서성로1가, 시장북로, 동산동, 서문로2가, 달성동

## 유래
우리동은 대구성의 동쪽에 있는 동이라 하여 이름 붙혀진 동성동과 현재 제일중학교 자리인 봉산을 중심으로한 봉산동이 1998년 현재의 성내1동으로 통합되었다. 특히 우리동은 옛지명에서 유래한 18개의 법정동을 가지고 있는데 그 중 재미있는 유래를 가진 몇개 동을 소개하면, 먼저 봉산은 현 제일중학교에 소재한 자라바위가 있는 산이라 하여 자래 바우산, 연귀산, 운귀산 등으로 불리기도 하지만, 조선조말 순종때부터 정오를 알리는 오포를 발사하였다하여 오포산이라는 이름을 가지고 있으며, 정월대보름이 되면 많은 사람들이 올라와 달구경을 즐겼다고하여 월견산이라고도 불렀다고 한다. 현재의 봉산이라는 이름은 약200여년전 한부부가 자라바위에 공을 드려 봉의 꿈을 꾸고 아들을 낳았다고 해서 붙혀졌다 전해지고 있다. 또한, 대구성과 관련된 지명으로 동문이 위치한 자리라하여 동문동, 동문밖의 첫동내라하여 동일동, 남성안 첫동네라고 남일동, 읍성의 동쪽의 길(동성로), 북쪽의 길(북성로) 등이 있으며 왕골밭이나 용둣골 같은 우리말 지명을 고쳐 완전동, 용덕동이라 하고, 대구향교가 1833년 현재의 남산동으로 옮기기 전에 위치한 곳으로 향교동에서 유래한 교동, 활을 쏘는 사정이 있었다하여 불려진 사일동과 지방법원이 위치한 곳으로 공평하게 처리하라는 뜻으로 공평동이라 이름지었다는 재미있는 동명도 있다.

## 법정동 유래
- 계산동 (桂山洞) 1·2가 : 원래는 대구부 서상면 지역이었으나 1914년 행정구역 통폐합 때 동산동 일부와 함께 명치정1정목이 되었다. 8·15광복 뒤인 1946년 일제 잔재 청산의 일환으로 정(町)을 없애면서 계산동으로 바뀌었으며 1981년 대구직할시 중구 계산동을 거쳐 1995년 대구광역시 중구 계산동이 되었다. 계산동은 법정동이고 행정동은 성내2동이다. 계산동1가동과 계산동2가동으로 이루어진다. 문화재로는 대구 계산동 성당(사적 290)이 전한다. 언론기관인 매일신문사가 있다.
- 공평동 (公平洞) : 공평동의 지명유래는 이 마을에 원래 대구지방법원이 있어 지방법원에서 모든 일을 법의 근본정신대로 공평하게 처리한다는 뜻으로 공평동이라고 부르게 되었다. 원래는 대구부 동상면 지역이었으나 1914년 행정구역 통폐합 때 남성면과 신전리 일부가 합쳐져 남용강정(南龍岡町)이 되었다. 8·15광복 뒤인 1946년 일제 잔재 청산의 일환으로 정(町)을 없애면서 공평동으로 바뀌었고 1981년 대구직할시 중구 공평동을 거쳐 1995년 대구광역시 중구 공평동이 되었다. 공공기관으로는 성내1동주민센터가 있고, 2.28기념공원, 공평주차장 등이 있다.
- 교동 (校洞) : 향교골의 이름을 따서 향교가 있었던 마을[6]이라 하여 교동으로 불리어졌다. 원래는 대구부 동상면 지역이었으나 1914년 행정구역 통폐합 때 용덕리 일부와 함께 동본정(東本町)이 되었다. 8·15광복 뒤인 1946년 일제 잔재 청산의 일환으로 정(町)을 없애면서 1981년 대구직할시 중구 교동을 거쳐 1995년 대구광역시 중구 교동이 되었다.
- 남성로 (南城路) : 구간은 중앙파출소~서성네거리이며 길이는 0.71㎞이다. 원래 대구부 서상면 지역이었으나 1914년 행정구역 통폐합 때 동산동·서내동·남중동·남하동 일부가 합쳐져 남성정이 되었다. 8·15광복 뒤인 1946년 일제 잔재 청산의 일환으로 정(町)을 없애면서 남성로로 바뀌었으며 1981년 대구직할시 중구 남성로를 거쳐 1995년 대구광역시 중구 남성로가 되었다. 행정동은 성내2동이다. 약전골목은 1650년대에 개설되었으며 해마다 음력 2월과 10월에 남문안 객사 근처에서 10일~20일 동안 열렸다. 대구 약령시가 전국적으로 유명해진 이유는 조정에서 중국에 대한 조공용과 무역용으로 약재를 사들였기 때문이며, 현재 건재상과 한약방·한의원이 즐비하다. 문화재로는 대구제일교회(대구유형문화재 30)가 있다.
- 남일동 (南一洞) : 원래는 대구부 동상면 지역이었으나 1914년 행정구역 통폐합 때 전동·사일동·사이동 일부가 합쳐져 남정(南町)이 되었다. 8·15광복 뒤인 1946년 일제 잔재 청산의 일환으로 정(町)을 없애면서 남일동으로 바뀌었으며 1981년 대구직할시 중구 남일동을 거쳐 1995년 대구광역시 중구 남일동이 되었다. 1993년에는 일부가 포정동에 넘어갔다. 남일동은 법정동이고 행정동은 성내1동과 성내2동이다.
- 대안동 (大安洞) : 원래는 대구부 동상면 지역이었으나 1914년 행정구역 통폐합 때 후동과 서상면 북내동 일부가 합쳐져 대화정(大和町)이 되었다. 8·15광복 뒤인 1946년 일제 잔재 청산의 일환으로 정(町)을 없애면서 대안동으로 바뀌었고 1981년 대구직할시 중구 대안동을 거쳐 1995년 대구광역시 중구 대안동이 되었다. 대안동은 법정동이고 행정동은 성내2동이다.
- 덕산동 (德山洞) : 대구부 북상면 지역이었으나 1914년 행정구역 통폐합 때 남성리와 서상면 남외동 일부가 합쳐져 덕산정이 되었다. 8·15광복 뒤인 1946년 일제 잔재 청산의 일환으로 정(町)을 없애면서 덕산동으로 바뀌었으며 일부는 삼덕동에 편입되었다. 1975년에는 일부가 남구에 편입되었고 1981년 대구직할시 중구 덕산동을 거쳐 1995년 대구광역시 중구 덕산동이 되었다.
- 동문동 (東門洞) : 1736년 조선시대에 성곽의 사방으로 대구읍성의 외곽지에 동문(鎭東門, 옛 중소기업은행 중앙지점 부근)이 위치하였는데 이 동문을 중심으로 사방 500m를 동문동이라 칭한 데서 유래하였다.원래는 대구부 동상면 지역이었으나 1914년 행정구역 통폐합 때 용덕리 일부와 함께 동문정(東門町)이 되었다. 8·15광복 뒤인 1946년 일제 잔재 청산의 일환으로 정(町)을 없애면서 동문동으로 바뀌었으며 1981년 대구직할시 중구 동문동을 거쳐 1995년 대구광역시 중구 동문동이 되었다. 동아백화점, 패션 주얼리 전문타운 등이 있다.
- 동성로1가ㆍ동성로2가ㆍ동성로3가 (東城路 1, 2, 3) : 동성동은 해방 전에 대구부 동상면 지역이었으나 일제 강점기인 1911년 행정구역 통폐합 때 신전리와 용덕리 일부가 동성정 1정목이 되고, 사일동·사이동·신전리 각 일부가 동성정 2정목, 남일동·사일동·사이동 각 일부가 동성정 3정목이 되었다. 8·15광복 뒤인 1946년 일제 잔재 청산의 일환으로 정을 없애면서 동성로 1~3가로 바뀌었다. 동성동은 대구부성 동쪽을 뜻한다. 현재 동성로는 중앙파출소에서 대구백화점과 한일극장으로 이어지는 길인데 옛 성벽이 헐리면서 생겨진 도로로서 이곳은 대구의 중심 번화가이다.
- 동일동 (東一洞) : 원래는 대구부 동상면 지역이었으나 1914년 행정구역 통폐합 때 전동 일부와 함께 동천대전정이 되었다. 8·15광복 뒤인 1946년 일제잔재 청산의 일환으로 정(町)을 없애면서 동일동으로 바뀌었고 1981년 대구직할시 중구 동일동을 거쳐 1995년 대구광역시 중구 동일동이 되었다. 지명은 대구부성 동문 밖의 첫 마을이라는 뜻이다. 동일동은 법정동이고 행정동인 성내2동이다. 동쪽에 중앙로가 남북 방향으로 지나며 가까이에 지하철1호선 중앙로역이 있다.
- 북내동 (北內洞) : 원래는 대구부 서상면 지역이었으나 1914년 행정구역 통폐합 때 북문내리가 북내정·원정1정목·원정2정목·본정1정목으로 나뉘었다. 8·15광복 뒤인 1946년 일제 잔재 청산의 일환으로 정(町)을 없애면서 북내정은 북내동, 원정1정목(元町一丁目)은 북성로1가동, 원정2정목은 북성로2가동, 본정1정목은 서문로1가동으로 각각 바뀌었으며 북내동은 1981년 대구직할시 중구 북내동을 거쳐 1995년 대구광역시 중구 북내동이 되었다. 북내동은 법정동이고 행정동은 성내2동이다. 지명은 대구부성 북문 안쪽에 있다고 해서 붙여진 것이다.
- 문화동 (文化洞) :원래 대구부 동상면 지역으로 1914년 행정구역 통폐합 때 동상면 신동 일부를 갈라서 대구부 남욱정(南旭町)이라 하였다가 1946년에 문화동으로 개칭되었다. 행정동인 성내(城內)1동 관할이다. 대구광역시 중구의 중북부에 있으며, 동인동1가, 교동, 공평동과 이웃한다.
- 봉산동 (鳳山洞) : 봉산동이란 봉(鳳)이 앉은 산, 신성한 새가 날아와 앉았다고 부쳐지게 된 이름으로서 이 산에 인가가 생기면서 봉산동이라 했다. 봉산(鳳山)이란 현재 제일중학교에 소재한 자라바위가 있는 산을 말하며 순종 때부터 정오를 알리는 오포(午砲)를 발사하였다고 하여 오포산이라고 하였다. 원래는 대구부 동상면 지역이었으나 1914년 행정구역 통폐합 때 동성리 일부와 함께 봉산정(鳳山町)이 되었다. 8·15광복 뒤인 1946년 일제 잔재 청산의 일환으로 정(町)을 없애면서 봉산동으로 바뀌었고 1970년 7월 봉산1구동과 봉산2구동으로 나뉘었다. 1975년 10월 다시 봉산동으로 통합되었으며 1975년 10월에는 일부를 남구에 넘겨 준 뒤 1981년 대구직할시 중구 봉산동을 거쳐 1995년 대구광역시 중구 봉산동이 되었다. 명물거리로는 봉산문화거리가 있다.
- 북성로(北城路) 1/2가 : 구간은 대구역네거리 대우빌딩~달성공원 입구이며 길이는 1.42km이다. 북성로1~2가로 이루어져 있다. 경부선대구역 남쪽에 자리한다. 8·15광복 이후에는 의류상가가 많이 들어섰으나 차츰 기계공구상, 철물상회 거리로 바뀌었다. 원래 대구부 서상면 지역이었으나 1914년 행정구역 통폐합 때 북내리 및 동상면 칠성리와 신전리 일부가 합쳐져 원정1정목(元町一丁目)이 되었고, 북내리와 서내면 후동 일부가 원정2정목(元町二丁目)이 되었다. 8·15광복 뒤인 1946년 일제 잔재 청산의 일환으로 정(町)을 없애면서 원정1정목과 원정2정목이 각각 북성로1가와 북성로2가가 되었으며 1981년 중구 북성로1~2가를 거쳐 1995년 대구광역시 중구 북성로1~2가가 되었다. 1993년에는 북성로1가 일부가 태평로1가에 편입되었다. 행정동은 북성로1가는 성내1동, 북성로2가는 성내2동이다.
- 사일동 (射一洞) : 대구부 동상서면 지역이었으나 1914년 행정구역 통폐합 때 4구역으로 나뉘어 각각 남정(南町)·동운동 2~3정목이 되고 나머지가 궁정(宮町)이 되었다. 8·15광복 뒤인 1946년 일제 잔재 청산의 일환으로 정(町)을 없애면서 궁정이 사일동으로 바뀌었으며 1963년 대구시 중구 사일동, 1981년 대구직할시 중구 사일동을 거쳐 1995년 대구광역시 중구 사일동이 되었다.
- 상덕동 (尙德洞) : 지명 유래는 마을에 있던 상덕사(尙德寺)에서 따와서 유래되었다고 한다. 원래는 대구부 동상면 지역이었으나 1914년 행정구역 통폐합 때 용덕리 일부와 함께 북욱정(北旭町)이 되었다. 8·15광복 뒤인 1946년 일제 잔재 청산의 일환으로 정(町)을 없애면서 상덕동이 되었으며 1963년 대구시 중구 상덕동, 1981년 대구직할시 중구 상덕동을 거쳐 1995년 대구광역시 중구 상덕동이 되었다.
- 상서동 (上西洞) : 원래는 대구부 서상면 지역이었으나 1914년 행정구역 통폐합 때 쇄환동과 서내동 일부가 합쳐져 상서정(上西町)이 되었다. 8·15광복 뒤인 1946년 일제 잔재 청산의 일환으로 정(町)을 없애면서 상서동으로 바뀌었고 1963년 대구시 중구 상서동, 1981년 대구직할시 중구 상서동을 거쳐 1995년 대구광역시 중구 상서동이 되었다. 상서동은 법정동이고 행정동은 성내2동이다. 북쪽에 국채보상로가 동서 방향으로 지나고 동쪽에 종로가 남북 방향으로 지난다.
- 서내동 (西內洞) : 원래는 대구부 서상면 지역이었으나 1914년 행정구역 통폐합 때 10구역으로 나뉘어 본정1정목·서성정1~2정목·원정2정목·수정·상서정·하서정·남성정이 되었고 나머지 지역과 북내동 일부가 합쳐져 서내정이 되었다. 8·15광복 뒤인 1946년 일제 잔재 청산의 일환으로 정(町)을 없애면서 서내동으로 바뀌었으며 1963년 대구시 중구 서내동, 1981년 대구직할시 중구 서내동을 거쳐 1995년 대구광역시 중구 서내동이 되었다. 서내동은 법정동이고 행정동은 성내2동이다. 지명은 대구부성 서문 안쪽에 있다는 데서 유래한다. 서쪽에 서성로가 남북 방향으로 지난다.
- 수동 (壽洞) : 원래는 대구부 서상면 지역이었으나 1914년 행정구역 통폐합 때 쇄환동·서내동·남하동 일부가 합쳐져 수정(壽町)이 되었다. 8·15광복 뒤인 1946년 일제 잔재 청산의 일환으로 정(町)을 없애면서 수동으로 바뀌었으며 1963년 대구시 중구 수동, 1981년 대구직할시 중구 수동을 거쳐 1995년 대구광역시 중구 수동이 되었다. 수동은 법정동이고 행정동은 성내2동이다. 서쪽에 서성로가 남북 방향으로 지난다.
- 수창동 (壽昌洞) : 원래는 대구부 서상면 지역이었으나 1914년 행정구역 통폐합 때 후동과 달성동 일부가 합쳐져 팔운정(八雲町)이 되었다. 8·15광복 뒤인 1946년 일제 잔재 청산의 일환으로 수창동이 되었고 1963년 대구시 중구 수창동, 1981년 대구직할시 중구 수창동을 거쳐 1995년 대구광역시 중구 수창동이 되었다. 수창동은 법정동이고 행정동은 성내2동과 일부는 성내3동이다. 대구수창초등학교가 있다.
- 장관동 (壯觀洞) : 원래는 대구부 서상면 지역이었으나 1914년 행정구역 통폐합 때 남일동과 남중동 일부가 합쳐져 서천대전정(西千代田町)이 되었다. 8·15광복 뒤인 1946년 일제 잔재 청산의 일환으로 정(町)을 폐지하면서 장관동으로 바뀌었고 1963년 대구시 중구 장관동, 1981년 대구직할시 중구 장관동을 거쳐 1995년 대구광역시 중구 장관동이 되었다. 장관동은 법정동이고 행정동은 성내2동이다.
- 전동 (前洞) : 원래는 대구부 동상면 지역이었으나 1914년 행정구역 통폐합 때 8구역으로 나뉘어 일부는 경정1정목·남정·동천대전정·서성정1정목·본정1정목·시장정·신정에 편입되고 나머지가 전정(前町)이 되었다. 8·15광복 뒤인 1946년 일제 잔재 청산의 일환으로 정(町)을 폐지하면서 전동으로 바뀌었으며 1963년 대구시 중구 전동, 1981년 대구직할시 중구 전동을 거쳐 1995년 대구광역시 중구 전동이 되었다. 전동은 법정동이고 행정동은 성내2동이다. 지명은 대구감영 앞에 있다고 해서 붙여진 이름이다. 동쪽 가까이에 지하철1호선 중앙로역이 있다.
- 종로 (鍾路) : 길이 0.79㎞, 너비 12m이다. 일방향도로로 1974년 5월 1일 도로명이 제정되었다. 조선시대 이래 경상감영(慶尙監營)이 있던 대구의 중심지에 있는 도로이다. 중부경찰서를 지나며, 지하철 1호선 중앙로역이 가까이 있다. 주요 통과지역은 중구 덕산동(德山洞)·종로1·2가·포정동(布政洞)·대안동(大安洞)·북성로(北城路)이다. 중앙파출소에서 서성네거리 사이의 남성로에는 약전골목이 있는데, 이곳에는 한약방·한의원·약업사·인삼사 등 180여 개의 한방 관련 업소가 밀집해 있다. 약령시 한의약문화관과 약재도매시장이 있어 옛 명성을 이어가고 있으며, 매년 5월초순에 전통문화축제인 대구약령시한방문화축제가 열린다.
- 태평로 (太平路) : 구간은 달성네거리~동인네거리 구간으로 길이는 2.15㎞이며, 태평로1~3가로 이루어져 있다. 태평로1가는 원래 대구부 동상면 지역이었으며 1914년 행정구역 통폐합 때 칠성리와 용덕리 일부를 합하여 행정이 되었다. 태평로2가는 원래 대구부 동상면 지역이었고 1914년 행정구역 통폐합 때 칠성리와 서상면 후동 일부가 합쳐져 금정1정목이 되었다. 태평로3가는 원래 대구부 서상면 후동 지역이었으나 1914년 행정구역 통폐합 때 칠성리와 서상면 후동 일부가 합쳐져 금정2정목이 된 곳이다. 8·15광복 뒤인 1946년 일제 잔재 청산의 일환으로 정(町)을 폐지하면서 행정은 태평로1가, 금정1~2정목은 각각 태평로2~3가로 바뀌었다. 1963년에는 태평로3가가 3~6가로 나뉘어 4~6가는 북구에 편입되었고 3가는 1964년 중구에 편입되었다. 1975년에는 태평로4·5·6가가 고성동1·2·3가로 각각 명칭이 바뀌었다. 행정동은 태평로1가는 성내1동, 2가와 3가는 성내2동과 성내3동이다. 북쪽에 대구선 철도가 동서 방향으로 가로와 나란히 지나며 대구역네거리에서 지하철 1호선과 교차한다. 역전치안센터·시민회관 등 공공기관과 상설시장인 번개시장이 있다.
- 하서동 (下西洞) : 원래는 대구부 서상면 지역이었으나 1914년 행정구역 통폐합 때 쇄환동과 서내동 일부를 합하여 하서정이라 하였다. 8·15광복 후인 1946년 일제 잔재 청산의 일환으로 정(町)을 폐지하고 하서동으로 고쳤으며 1981년 대구직할시 중구 하서동을 거쳐 1995년 대구광역시 중구 하서동이 되었다. 하서동은 법정동이고 행정동은 성내2동이다. 지명은 서상면 아래쪽에 있다는 뜻이다. 남쪽의 서신로를 사이에 두고 상서동과 마주한다.
- 향촌동 (香村洞) : 원래는 대구부 동상면 지역이었으나 1914년 행정구역 통폐합 때 신전리와 후동 일부를 합하여 촌상정이라 하였다. 8·15광복 후인 1946년 일제 잔재 청산의 일환으로 정(町)을 폐지하고 향촌동으로 고쳤으며 1963년 대구시 중구 향촌동, 1981년 대구직할시 중구 향촌동을 거쳐 1995년 대구광역시 중구 향촌동이 되었다. 향촌동은 법정동이고 행정동은 성내2동이다. 동의 북쪽을 태평로가 동서로 가로지르고 그 위쪽으로는 경부선 철도가 지난다. 가까이에 경부선 대구역이 있다. 동쪽으로는 중앙로가 남북 방향으로 지난다.
- 완전동 (莞田洞) : 옛날부터 골경작지로서 왕골 밭이 많이 있었으므로 골발 경작한 것이 유래가 되어 골밭을 한자어로 완전(莞田)이라 한 것에 유래되었다고 한다. 원래는 대구부 동상면 지역이었으나 1914년 행정구역 통폐합 때 북룡강정이 되었다. 8·15광복 뒤인 1946년 일제 잔재 청산의 일환으로 정(町)을 없애면서 완전동이 되었고 1963년 대구시 중구 완전동, 1981년 대구직할시 중구 완전동을 거쳐 1995년 대구광역시 중구 완전동이 되었다.
- 용덕동 (龍德洞) : 지명 유래는 긴 언덕이 있어 용의 형상이라 하여 용둣골 또는 용덕리라 한 것에서 유래 되었다고 한다. 본래는 대구부 동상면 지역이었으나 1914년 행정구역 통폐합 때 9구역으로 나뉘어 동본정·동운정·동문정·동성정·북욱정·북룡강정·횡정에 편입되었고 나머지가 영정이 되었다. 8·15광복 뒤인 1946년 일제 잔재 청산의 일환으로 정(町)을 폐지하면서 영정이 용덕동으로 바뀌었으며 1963년 대구시 중구 용덕동, 1981년 대구직할시 중구 용덕동을 거쳐 1995년 대구광역시 중구 용덕동이 되었다. 북쪽으로 태평로가 지나고 건너편에 경부선 대구역과 지하철 1호선이 있다.
- 태평로1가 (太平路 1) : 구간은 달성네거리~동인네거리 구간으로 길이는 2.15km이며, 태평로1~3가로 이루어져 있다. 태평로1가는 원래 대구부 동상면 지역으로 1914년 행정구역 통폐합으로 칠성리·용덕리 일부(1가)와 칠성리·후동 일부(2가)를 합하여 금정1·2정목이라 하였다가 1946년에 각각 태평로1·2가로 고쳤다. 태평로3가는 원래 대구부 서상면 후동 지역이었으나 1914년 행정구역 통폐합 때 칠성리와 서상면 후동 일부가 합쳐져 금정2정목이 된 곳이다. 행정동인 성내1동은 태평로1가를 관할하고 있다.
- 포정동(布政洞) : 원래는 대구부 동상면 지역이었으나 1914년 행정구역 통폐합 때 신전리·후동·신이동 일부를 합하여 상정(上町)이라 하였다. 8·15광복 이후 일제 잔재 청산의 일환으로 포정동으로 고쳤으며 1981년 대구직할시 중구 포정동을 거쳐 1995년 대구광역시 중구 포정동이 되었다. 포정동은 법정동이고 행정동은 성내1동과 성내2동이다. 지명은 선화당 정문인 포정에서 유래한다. 이곳에는 대구감영이 있었는데 상주에 있던 감영을 포정동으로 옮겼으며, 1896년(고종 33) 경상북도 도청이 되었고 1970년 중앙공원으로 개발되었다. 중앙공원은 1997년 경상감영공원으로 이름이 바뀌었다. 문화재로는 선화당(대구유형문화재 1), 징청각(대구유형문화재 2), 대구 선화당측우대(보물 842) 등이 있다.
- 화전동 (華田洞) : 일제강점기 때에 대구부에서 가장 번화하고 화려한 거리라는 의미에서 “빛날화(華)”자와 “밭전(田)”를 따와 화전동(華田洞)이라고 한 것에서 유래한다. 원래는 대구부 동상면 지역이었으나 1914년 행정구역 통폐합 때 7개의 구역으로 나누어 일부는 남룡강정·동성정 1~2정목·촌상정·상정·원정1정목에 넘기고 나머지를 전정(田町)이라 하였다. 8·15광복 후인 1946년 일제 잔재 청산의 일환으로 정(町)을 폐지하고 화전동으로 고쳤으며 1981년 대구직할시 중구 화전동을 거쳐 1995년 대구광역시 중구 화전동이 되었다.
- 달성동 (達城洞) : 원래는 대구부 동상면 지역이었으나 1914년 행정구역 통폐합 때 5구역으로 나뉘어 성정(인교동)·횡정(서야동)·팔중항정(도원동)·팔운정(수창동)이 되었고 나머지 지역이 달성정(達城町)이 되었다. 8·15광복 뒤인 1946년 일제 잔재 청산의 일환으로 정(町)을 없애면서 달성동으로 바뀌었으며, 1975년 10월 일부를 서구에 넘기고 1981년 대구직할시 중구 달성동을 거쳐 1995년 대구광역시 중구 달성동이 되었다. 1993년과 1995년에는 일부가 수창동·태평로3가동·인교동 및 서구에 각각 넘어갔다. 달성동은 법정동이고 행정동은 성내3동이다. 달성로와 원대로가 지난다. 달성로는 달성네거리~계명네거리 구간의 2.33㎞이며, 원대로는 달성네거리~오봉오거리 구간의 너비 35m, 길이 2.5㎞이다. 1967년에 조성된 달성공원이 있으며 유적으로는 당천루(堂泉樓)·대선사수운최제우상·매가우소장공덕비·석주이상룡기념비·왕산허위선생기념비·충혼각 등이 전한다. 문화재로는 관풍루(대구문화재자료 3), 대구 달성(사적 62)이 있다. 충혼각은 1960년에 건립되었다
- 도원동 (桃園洞) : 원래는 대구부 서상면 지역이었으나 1914년 행정구역 통폐합시 달성동 일부가 갈라져 나와 팔중항정이 되었다. 8·15광복 뒤인 1946년 일제 잔재 청산의 일환으로 정(町)을 없애면서 도원동으로 바뀌었으며 1963년 대구시 중구 도원동, 1981년 대구직할시 중구 도원동을 거쳐 1995년 대구광역시 중구 도원동이 되었다. 도원동은 법정동이고 행정동은 성내3동이다. 가까이에 달성네거리가 있고 달성로를 사이에 두고 달성동과 마주한다.
- 동산동 (東山洞) : 원래는 대구부 서상면 지역이었으나 1914년 행정구역 통폐합 때 시장정(市場町)이 되었다. 8·15광복 뒤인 1946년 일제 잔재 청산의 일환으로 정(町)을 없애면서 동산동이 되었으며 1981년 대구직할시 중구 동산동을 거쳐 1995년 대구광역시 중구 동산동이 되었다. 1993년에는 대신동 일부를 편입하였다. 동산동은 법정동이고 행정동은 성내2동과 일부는 성내3동이다. 동쪽에 남북 방향으로 지나는 달성로를 사이에 두고 대신동과 마주한다. 문화재로는 선교사블레어주택(대구유형문화재 26)과 선교사스윗즈주택(대구유형문화재 24), 선교사챔니스주택(대구유형문화재 25) 등이 전하며 종합병원인 동산의료원이 있다.
- 서문로(西門路) : 서문로1~2가동으로 이루어져 있다. 원래는 대구부 서상면 지역이었으나 1914년 행정구역 통폐합 때 쇄환동·북내동·서내동 일부가 합쳐져 본정1정목(本町一丁目)이 되고 쇄환동·동산동·전동 일부가 본정2정목(本町二丁目)이 되었다. 8·15광복 뒤인 1946년 일제 잔재 청산의 일환으로 정(町)을 없애면서 본정1~2정목이 서문로1~2가가 되었으며 1963년 대구시 중구 서문로1~2가, 1981년 대구직할시 중구 서문로1~2가를 거쳐 1995년 대구광역시 중구 서문로1~2가가 되었다. 1993년에는 서문로2가 일부가 계산동1가에 편입되었다. 지명은 대구부성 서문에서 유래한다. 행정동은 서문로1가동이 성내2동, 서문로2가동은 성내3동이다.
- 서성로 (西城路) : 서성로1~2가로 이루어져 있다. 구간은 계산오거리~태평3가네거리이고 길이는 1.12㎞이다. 서성로는 원래 대구부 서상면 지역이었으나 1914년 행정구역 통폐합 때 전동·후동·서내동 일부가 합쳐져 서성정1정목이 되었고 동산동·서내동 일부가 서성정2정목이 되었다. 8·15광복 뒤인 1946년 일제 잔재 청산의 일환으로 서성로1~2정목이 서성로1~2가가 되었으며 1963년 대구시 중구 서성로1~2가, 1981년 대구직할시 중구 서성로1~2가를 거쳐 1995년 대구광역시 중구 서성로1~2가가 되었다. 행정동은 서성로1가는 성내2동과 성내3동, 서성로2가는 성내3동이다. 1993년 서성로1가와 서성로2가 일부가 서문로2가와 서내동에 각각 편입되었다.
- 서야동 (西也洞) : 원래는 대구부 서상면 지역이었으나 1914년 행정구역 통폐합 때 달성동과 후동 일부가 합쳐져 횡정이 되었다. 8·15광복 뒤인 1946년 일제 잔재 청산의 일환으로 정(町)을 없애면서 서야동이 되었으며 1963년 대구시 중구 서야동, 1981년 대구직할시 중구 서야동을 거쳐 1995년 대구광역시 중구 서야동이 되었다. 서야동은 법정동이고 행정동은 성내3동이다.
- 시장북로 (市場北路洞) : 원래는 대구부 서상면 지역이었으나 1914년 행정구역 통폐합 때 신동 일부가 시장북통이 되었고 8·15광복 뒤인 1946년 일제 잔재 청산의 일환으로 통(通)을 없애면서 시장북로가 되었다. 1963년 대구시 중구 시장북로, 1981년 대구직할시 중구 시장북로를 거쳐 1995년 대구광역시 중구 시장북로가 되었다. 1993년에는 대신동 일부가 편입되었으며, 행정동은 성내3동과 대신동으로 나뉜다. 지명은 서문시장 북쪽에 있다는 데서 유래한다. 서문시장은 대구장이라고도 하였으며 대구 성곽의 서쪽에 있다고 해서 붙여진 이름이다. 매월 음력 2일과 7일에 장이 섰으나 1920년대에 다른 곳으로 옮겨졌다. 지금은 중구 성내3동과 대신동에 걸쳐 있다.
- 인교동 (仁橋洞) : 원래는 대구부 서상면 지역이었으나 1914년 행정구역 통폐합 때 달성동·서내동·남중동·남하동 일부가 합쳐져 수정이 되었다. 8·15광복 뒤인 1946년 일제 잔재 청산의 일환으로 정(町)을 폐지하면서 인교동으로 바뀌었으며 1963년 대구시 중구 인교동, 1981년 대구직할시 중구 인교동을 거쳐 1995년 대구광역시 중구 인교동이 되었다. 1993년에는 달성동 일부가 편입되었다. 인교동은 법정동이고 행정동은 성내3동이다. 지명은 징검다리가 있다고 해서 붙여진 것이다. 서쪽의 달성로를 사이에 두고 달성동과 마주한다.

## 연혁
- 1894년 이전 대구도호부 동상면(東上面)(용덕리, 신동, 사일동, 남일동, 신전동, 남성리, 칠성리, 전동 각 일부), 서상면(西上面)(별환동, 서내동, 남상동, 남중동, 전동, 후동, 남동, 달성동, 신동, 동산동)
- 1895년 대구부 대구군 동상면
- 1896년 경상북도 대구군 동상면
- 1910년 경상북도 대구군 동상면
- 1911년 대구부 동문정, 남욱정, 동성정2, 3정목, 남용강정, 동본정, 행정, 영정, 궁정, 남정, 동천대전정, 북용강정, 북욱정, 수정, 남성정, 하서정, 서성정, 2정목, 서천대전정, 명치정1∼2정목, 시장정, 경정2정목, 덕산정
- 1947년 4월 1일 정을 동으로 개칭

| 동의명칭변경에관한규정 | |
| 구 행정구역 (법정동) | 신 행정구역 |
| 대구부 명치정1·2정목, 본정1·2정목, 서성정1·2정목, 경정1·2정목, 원정1·2정목, 금정1·2정목, 동성정1~3정목 | 대구부 계산동1·2가, 서문로1·2가, 서성로1·2가, 종로1·2가, 북성로1·2가, 태평로2·3가, 동성로1~3가 |
| 대구부 팔운정, 수정(壽), 시장정, 북내정, 횡정, 시장북통, 서내정, 남성정, 수정(竪), 달성정, 팔중원정, 덕산정, 대화정, 동천대전정, 서천대전정, 동운정, 행정, 궁정, 삼립정, 남용강정, 북용강정, 남정, 동본정, 남욱정, 북욱정, 전정(田), 전정(前), 영정, 봉산정, 촌상정, 칠성정, 상정, 동문정, 상서정, 하서정, 신정, 남산정, 대봉정 | 대구부 수창동, 수동, 동산동, 북내동, 서야동, 시장북로, 서내동, 남성로, 인교동, 달성동, 도원동, 덕산동, 대안동, 동일동, 장관동, 동인동, 태평로1가, 사일동, 삼덕동, 공평동, 완전동, 남일동, 교동, 문화동, 상덕동, 화전동, 전동, 용덕동, 봉산동, 향촌동, 칠성동, 포정동, 동문동, 상서동, 하서동, 대신동, 남산동, 대봉동 |
- 1949년 8월 15일 대구시 동성동 및 봉산동
- 1953년 4월 1일 출장소제 실시로 대구시 종로출장소 및 중부출장소 봉산동 발족
- 1963년 1월 1일 구제 실시로 대구시 중구 동성동 및 봉산동
- 1965년 2월 1일 교동과 동성동을 통폐합 동성동 개편
- 1980년 4월 1일 종로동에서 사일동, 남일동, 동일동, 동성로3가를 동성동에 편입
- 1981년 7월 1일 직할시 승격으로 대구직할시 중구 동성동 및 봉산동(성내1동), 북성동(성내2동)
- 1995년 1월 1일 광역시 개칭으로 대구광역시 중구 동성동 및 봉산동 (성내1동)
- 1995년 1월 1일 광역시 개칭으로 대구광역시 중구 북성동(성내2동), 달성동(성내3동)
- 1998년 1월 1일 소규모 행정동 통합관련 봉산동과 동성동을 성내1동으로 통합
- 1998년 9월 14일 소규모 행정동 통합관련 남성동과 북성동을 성내2동으로 통합, 서성동과 달성동을 성내3동으로 통합

## 교육
- 대구초등학교
- 대구수창초등학교
- 대구종로초등학교
- 경북대학교 사범대학 부설초등학교
- 대구제일중학교
- 성명여자중학교
- 신명고등학교

## 언론
- 대구가톨릭평화방송
- 매일신문

## 교통
- 대구역 - 반월당역

## 주거

### 아파트
| 단지명                       | 건설사                  | 시행사                                     | 주소                           | 입주        | 비고                           |
| ---------------------------- | ----------------------- | ------------------------------------------ | ------------------------------ | ----------- | ------------------------------ |
| 달성파크 푸르지오 힐스테이트 | 현대엔지니어링 대우건설 | 달성지구 주택재개발정비사업조합            | 중구 달성로 123 (달성동)       | 2023년 6월  | 달성지구 재개발                |
| 힐스테이트 도원센트럴        | 현대건설                | 도원개발㈜                                 | 중구 태평로 50 (도원동)        | 2024년 4월  |                                |
| 힐스테이트 대구역 센트럴     | 현대건설                | ㈜포스시티                                 | 중구 태평로28길 13 (태평로2가) | 2023년 11월 |                                |
| 힐스테이트 달성공원역        | 현대건설                | ㈜우리자산신탁 ㈜모아이엔씨 ㈜대영에코건설 | 중구 태평로 39 (태평로3가)     | 2024년 10월 |                                |
| 청라언덕역 서한포레스트      | ㈜서한                  | ㈜다건이엔씨                               | 중구 달구벌대로 2021 (동산동)  | 2022년 10월 |                                |
| 대구역 센트럴자이            | 지에스건설㈜            | ㈜케이티앤지                               | 중구 서성로 99 (수창동)        | 2017년 10월 | 구 대구 연초제조창 본관 재개발 |
| 대구역 제일풍경채 위너스카이 | 제일건설㈜              | ㈜웰메이드개발                             | 중구 달성로26길 70 (수창동)    | 2023년 9월  |                                |